# Idiocerus quadripunctatus
Idiocerus quadripunctatus är en insektsart som beskrevs av Lindberg 1929. Idiocerus quadripunctatus ingår i släktet Idiocerus och familjen dvärgstritar. Inga underarter finns listade i Catalogue of Life.